# Stratton St Mary
Stratton St Mary var en civil parish fram till 1935 när den uppgick i civil parish Long Stratton, i grevskapet Norfolk i England. Civil parish var belägen 12 km från Wymondham och hade 539 invånare år 1931.